# 王承美
王承美（10世纪？—1012年），丰州人，北宋初期边将，本河西藏才族都首领。
宋太祖开宝二年（969年），随父亲从契丹归宋朝，授丰州牙内指挥使。开宝四年（971年）七月，父亲去世，改任天德军蕃汉都指挥使、知州事。开宝五年（972年），改任丰州刺史。派军校向朝廷上言，愿劝说吐谷浑、突厥内附，被朝廷嘉奖。宋太宗太平兴国七年（982年），与契丹作战，斩杀万计，擒辽朝天德军节度使韦太。太平兴国八年（983年），对契丹作战获胜，以功授本州团练使。淳化二年（991年）冬，至开封府入朝，受命还本任，控子河汊。宋真宗景德元年（1004年）四月，因守边多年，升任为本州防御使。大中祥符二年（1009年）正月，真宗下诏，月增赐钱五万。大中祥符五年（1012年），请在州城内置孔子庙，朝廷允准。十二月去世，赠恩州观察使。